# Іванов Дмитро Дмитрович
Дмитро Дмитрович Іванов (нар. 8 серпня 1964) — професор, доктор медичних наук. Заслужений лікар України.
Завідувач кафедрою нефрології та нирково-замісної терапії Національної медичної академії післядипломної освіти імені П. Л. Шупика. Веде приватну практику (Медична практика проф. Д. Іванова, клініка нефрології проф. Д.Іванова), стажувався в Німеччині, США, Ізраїлі, Нідерландах, Італії. Стаж понад 30 років. Спеціаліст вищої категорії з нефрології та дитячої нефрології.

## Біографічні відомості
Народився в Києві, батько — кадровий військовий-науковець, мати — лікар. Закінчив середню школу № 89 в Києві, в 1987 — з відзнакою Національний медичний університет імені О. О. Богомольця.
Громадянин України.

## Освіта
1981—1987 — Національний медичний університет імені О. О. Богомольця, педіатричний факультет.
1987—1989 — клінічна ординатура при НМУ на кафедрі променевої діагностики, наприкінці якої захистив кандидатську дисертацію. Науковий керівник і наставник — проф. Мілько Василь Іванович.
1989—1995 — інститут урології і нефрології АМН України: м.н.с., ст.н.с.; 1995—1999: Національної медичної академії післядипломної освіти імені П. Л. Шупика: доцент, професор кафедри нефрології. Експерт ВАКу 2005—2007. З 2010 — завідувач кафедри нефрології і нирково-замісної терапії Національної медичної академії післядипломної освіти імені П. Л. Шупика.
Спеціальність:
- 1994 — дитяча нефрологія;
- 1997 — вища категорія із дитячої нефрології;
- 1999 — нефрологія, 2004 — вища категорія з нефрології;
- 2004—2011, 2014—2017 Головний дитячий нефролог МОЗ України;
- 2010 — Головний нефролог МОЗ України.

Звання:
1993 рік — старший науковий співробітник з нефрології; 2001 рік — професор з нефрології;
2009 рік — Заслужений лікар України.

## Захист дисертаційних робіт
1996 рік — захистив докторську дисертацію за спеціальністю педіатрія (консультант — проф. Інгретта Багдасарова). Кандидатська і докторська дисертації були присвячені аспектам діагностики та лікування захворювань нирок.

## Лікувальна та наукова діяльність
Із 1997 член ERA-EDTA; із 2015 член ISN, із 2016 — IPNA/ESPN; 2003—2007 — Віце-президент Української асоціації нефрологів, із 2018 — президент Української асоціації дитячих нефрологів
Організатор Першого нефрологічного вебсайту (2003) и щорічної Європейської академії з нефрології (REENA (Renal Eastern Europe Nephrology Academy): із 2006 року), головний редактор спеціалізованого науково-практичного журналу «НИРКИ.ПОЧКИ.KIDNEYS» із 2012 року і член редакційної колегії/ради 15 журналів[які?].

## Перелік ключових публікацій
- Національний підручник «Нефрологія» (в співавт);
- «Нефрологія в практиці сімейного лікаря» (Корж О. М.)
- ORCID 0000-0003-2609-0051
- SCOPUS 7202335633
- Має понад 500 публікацій, автор понад 25 монографій, 16 патентів